# قيثارة كلية الثالوث

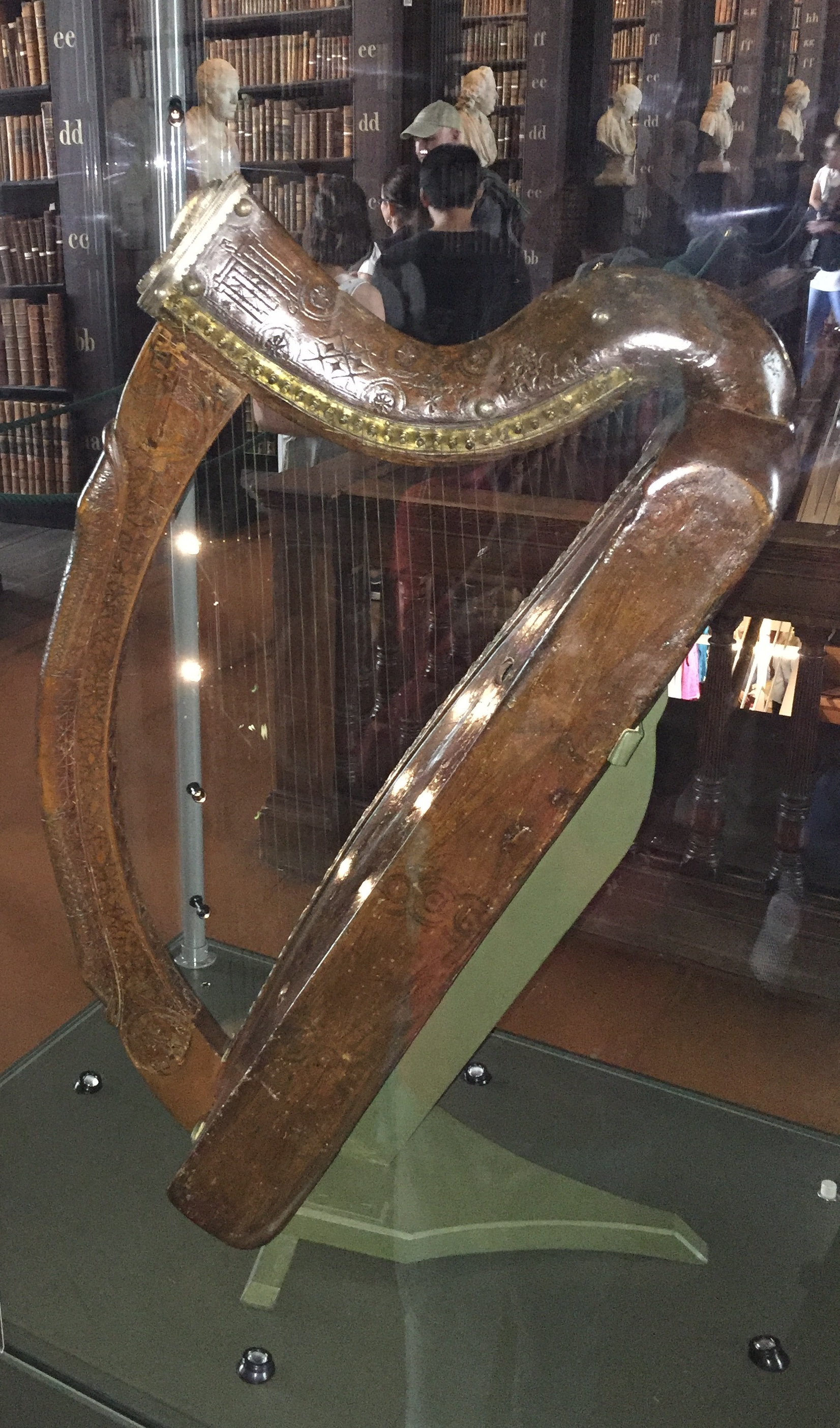
القيثارة، دبلن، أيرلندا

قيثارة كلية الثالوث، والمعروفة أيضًا باسم قيثارة بريان بورو، هي آلة موسيقية من العصور الوسطى معروضة في الغرفة الطويلة في كلية الثالوث في أيرلندا. وهي قيثارة أيرلندية مبكرة أو كلايرسيتش مربوطة بالأسلاك. يعود تاريخها إلى القرن الرابع عشر أو الخامس عشر، وهي، جنبًا إلى جنب مع قيثارة الملكة ماري وقيثارة لامونت، أقدم  القيثارات الثلاثة الباقية من العصور الوسطى في المنطقة.  استخدمت القيثارة كنموذج لشعار النبالة الأيرلندي.

## تاريخ
من غير المؤكد من الذي قام بتكليف صنع القيثارة، على الرغم من أن الأدلة الهيكلية تشير إلى أنها صنعت في القرن الخامس عشر. تشابه في بناءها وتصميمها قيثارة الملكة ماري في اسكتلندا. ومع ذلك، فمن المرجح أن القيثارة كانت مصنوعة لأحد أفراد عائلة مهمة، لأنها مصنوعة بمهارة وزخرفة معقدة.

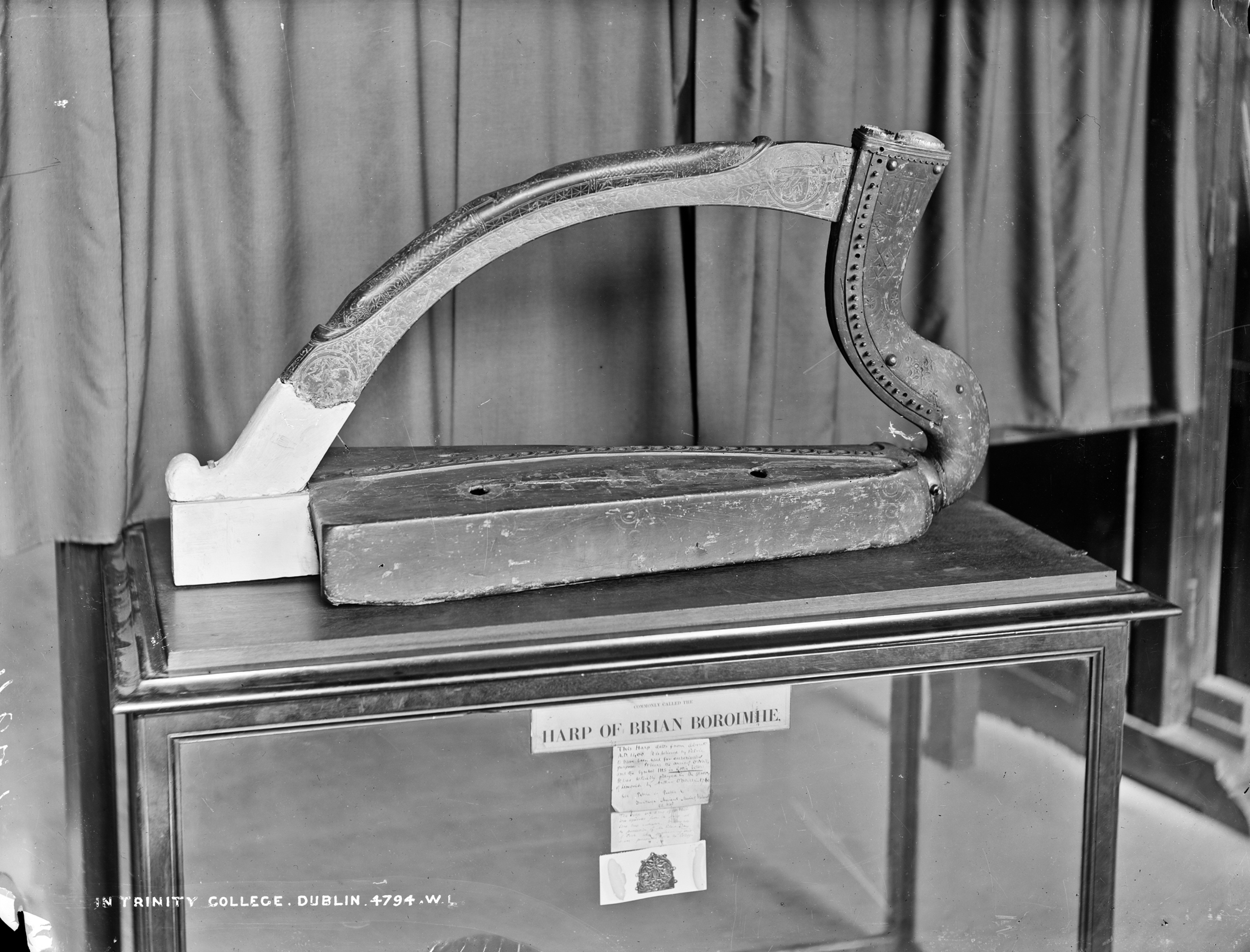
منظر للقيثارة بعد ترميمها في ثلاثينيات القرن التاسع عشر، ولكن قبل ترميمها في ستينيات القرن العشرين

وفقًا لما كتبه تشارلز فالانسي في عام 1786، كان من المعروف أن القيثارة مملوكة لبريان بورو، ملك أيرلندا الأعلى.  ومع ذلك، فقد رفض جورج بيتري هذا الارتباط في عام 1840 ووصفه بأنه "تزوير أخرق، ولن يصمد للحظة أمام اختبار الفحص الأثري النقدي". يرجع بيتري تاريخ صنع القيثارة إلى "القرن الرابع عشر، أو على الأرجح إلى الجزء الأول من القرن الخامس عشر".  أرجعتها جوان ريمر (1969) إلى "من المحتمل أن تكون من القرن الرابع عشر". 
تحمل القيثارة شعار النبالة لعائلة أونيلز، ولكن على الرغم من وجود العديد من النظريات حول ملكيتها عبر القرون، إلا أنه لا يمكن إثبات أي منها، مع عدم وجود دليل يمكن التحقق منه يشير إلى مالك القيثارة الأصلي، أو المالكين اللاحقين على المائتين إلى الثلاثمائة عام التالية حتى انتقلت إلى هنري مكماهون من مقاطعة كلير، وأخيرًا إلى ويليام كونينجهام، الذي قدمها إلى كلية الثالوث في عام 1782 
القيثارة هي الرمز الوطني لأيرلندا، حيث يتم تصويرها على شعارات النبالة الوطنية والعملات الأوروبية والعملة الأيرلندية. تم استخدام الصورة ذات الوجه الأيسر لهذه الأداة كرمز وطني لأيرلندا منذ عام 1922، ومنحت للدولة على وجه التحديد من قبل رئيس هيرالد أيرلندا في عام 1945.  استخدمت شركات أيرلندية أخرى قيثارة مماثلة كشعار أو علامة تجارية، بما في ذلك رايان إير. 

## وصف
القيثارة ذات تصميم صغير منخفض الرأس مع دبابيس نحاسية مكونة من 29 وترًا، أطولها حوالي 62 سم. أضيف دبوس جهير إضافي في مرحلة ما لاحقة. في عام 1961، عُرضت القيثارة في لندن، حيث فككت وأعيد بنائها من قبل المتحف البريطاني إلى الشكل الأوسع الذي هي عليه في الوقت الحاضر، وهو الشكل القابل للعزف في العصور الوسطى، وأعيد تركيبها تحت إشراف عالمة الموسيقى البريطانية جوان ريمر.  استندت تصميمات الشعارات والعلامات التجارية السابقة على شكل أرق للقيثارة كان نتيجة لعملية ترميم سيئة في ثلاثينيات القرن التاسع عشر. لذلك غالبًا ما يتفاجأ الزوار بمدى اتساع القيثارة الحقيقية مقارنة بالقيثارة الموجودة على العملات الأيرلندية.